# 巴迪亞國家公園
28°23′N 81°30′E / 28.383°N 81.500°E

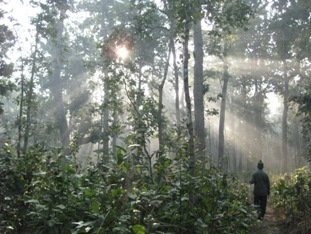

巴迪亞國家公園是尼泊爾的國家公園，成立於1988年，面積968平方公里，有印度犀、印度象、孟加拉虎、沼鹿、恆河豚、鏽斑豹貓等野生動物棲息。